# Miazzina
Miazzina (piemontiul: Mugin-a) település Olaszországban. Lakosainak száma 364 fő (2023. január 1.). Miazzina Cambiasca, Caprezzo, Gurro, Intragna, Verbania, Aurano, Cossogno és Valle Cannobina községekkel határos.

## Népesség
A település népességének változása:
| Lakosok száma | 354  | 370  | 364  |
|               | 2017 | 2018 | 2023 |